# Mihail Galustian
Mihail Segeevici Galustian (rusă Михаи́л Серге́евич Галустя́н, născut sub numele Nșan Sergheevici Galustian - rusă Ншан Серге́евич Галустя́н, n. 25 octombrie 1979, Soci, URSS) este un prezentator, umorist, actor de comedie, scenarist, producător, fost participant KVN și rezident „Comedy Club”.